# Lampònia
Lampònia (en grec antic: Λαμπωνία, segons Estrabó), Lamponea (en grec antic: Λαμπώνεια, segons Hecateu ap. Esteve de Bizanci) o Lampònion (en grec antic: Λαμπώνιον, segons Hel·lànic ap. Esteve de Bizanci i Heròdot) va ser una ciutat grega de l'Eòlia situada al sud-oest de la Tròada. Fou incorporada a Pèrsia pel sàtrapa Òtanes durant el regnat de Darios I el Gran, i no torna a ser esmentada, de manera que degué desaparèixer.